# Ванновський Гліб Михайлович
Гліб Миха́йлович (Максиміліа́нович) Ванно́вський (5 березня 1862, — 17 жовтня 1943, Канни) — російський воєначальник і військовий сходознавець, генерал-лейтенант Генерального штабу.

## Біографія
Православний. З дворян, син підполковника.
- 1882 — Закінчив Пажеський корпус. Випущений в 1-шу кінно-артилерійську батарею, потім переведений в гвардійську кінну артилерію.
- 1891 — Закінчив Миколаївську академію Генерального штабу (з 1-го розряду).
- 28 жовтня 1893 — Помічник старшого ад'ютанта штабу Московського військового округу.
- 1893 — Командир ескадрону  Сумського третього драгунського полку.
- 1894 — прикомандирований до  Олександрівського військового училища для викладання військових наук (тактики кавалерії).
- 6 березня 1896 — Молодший діловод Військово-ученого комітету Головного штабу.
- 17 квітня 1900 — Військовий аташе в  Японії.
  - 1900—1901 — Брав участь в  Китайській кампанії.
- 1904—1905 — Брав участь в  російсько-японській війні.
  - 28 серпня 1904 — У розпорядженні начальника Головного штабу.
  - 15 січня 1905 — У розпорядженні командувача 3-ї Маньчжурської армії, переважно займався питаннями розвідки.
- 18 квітня 1906 — Командир  37-го драгунського Військового Ордена генерал-фельдмаршала графа Мініха полку.
- 1907 — За бойові відзнаки у російсько-японській війні нагороджений золотою зброєю.
- 12 квітня 1908 — Генерал-майор. Командир 1-ї бригади 2-ї кавалерійської дивізії.
- 4 серпня 1908 — Командир 2-ї бригади 13-ї кавалерійської дивізії.

### Перша світова війна
- 19 липня 1914 — Начальник 5-ї Донської козачої дивізії.
- Вересень 1914 — Одним з перших офіцерів у світову війну нагороджений орденом Св. Георгія IV ступеня.
- 30 січня 1915 — Генерал-лейтенант.
- 18 квітня 1917 — Командувач  XXXV армійським корпусом у складі 3-ї армії.
- 7 липня 1917 — У резерві чинів при штабі Мінського військового округу.
- 26 липня 1917 — Командувач  XLV армійським корпусом 5-ї армії.
- 31 липня 1917 — Командувач 1-ю армією (XI, XVIII і XXIII армійські корпуси зі складу 8-ї армії).
- 1917 — Підтримав  виступ генерала  Л. Г. Корнілова, за що був заарештований і містився в Бихівський в'язниці.
- 9 вересні 1917 — Відсторонено від командування і зарахований у резерв чинів при штабі Петроградського військового округу.

### Еміграція
Після Жовтневої революції емігрував до Франції.